# Greniodon
Greniodon es un género extinto de  mamífero Gondwanatheria que vivió desde el Eoceno inferior al Eoceno medio (Luteciense, Mustersense y Divisaderense en la clasificación SALMA ) de Argentina. Solo se conoce una especie, Greniodon sylvaticus,  descrita en 2012 sobre la base de dos dientes encontrados en la formación Andesitas Huancache.